# Систейн
Систейн — линия офтальмологических препаратов искусственной слезы. Применяется для облегчения таких симптомов «сухого глаза» как ощущение сухости, жжения и рези в глазу, чувство инородного тела, плохая переносимость кондиционированного воздуха, ветра, слезотечение. Выпускается фармацевтической компанией Alcon с 2003 года.

## Механизм действия
В основе препаратов Систейн используется гидроксипропилгуар (ГП-гуар) — природный полисахарид, производное гуаровой камеди. ГП-гуар обеспечивает повышение вязкости при закапывании в зависимости от выраженности «сухого глаза» и трансформацию капель из жидкости в гель. Механизм гелеобразования связан с образованием структурированной сети с прочными связями между ГП-гуаром и борат-ионами.
В результате на поверхности роговицы образуется тонкая, невидимая высокомолекулярная плёнка, увлажняющая слизистую глаза, а также препятствующая её пересыханию и попаданию инфекции. Она равномерно распределяются на поверхности глаза, покрывает повреждённые участки и обеспечивает их естественное заживление.
Лечебный эффект развивается сразу после применения препарата и продолжается несколько часов. Капли не вызывают раздражения и не всасываются в кровь.

## Показания
- Для устранения симптомов «синдрома сухого глаза» (сухость и раздражение, чувство жжения, чувство инородного тела или песка, вызванных пылью, дымом, ультрафиолетовыми лучами, сухим жаром (радиатор, сауна), кондиционером, ветром, косметикой, мерцанием длительно работающего телевизора или монитора компьютера);
- При возникновении дискомфорта глаз у пациентов, использующих контактные линзы;
- При возникновении дискомфорта глаз вследствие приёма некоторых медикаментов;
- При контактных конъюнктивитах (от действия пыли, ветра, косметики, дыма, пересушенного (вследствие кондиционирования) воздуха, ультрафиолета, хлорированной воды).[14][15]

## Исследования
- Исследование Систейн Ультра в терапии ССГ у больных глаукомой, применявших длительное время гипотензивные препараты. На 1-2-й день после начала лечения отмечено снижение дискомфорта, отсутствие затуманивания зрения. На фоне терапии было отмечено улучшение клинической картины роговицы, исчезновение участков её подсыхания, исчезновение инъекции конъюнктивы, улучшение показателей слезопродукции.[16]

- Исследование по оценке терапевтической эффективности препаратов Систейн и Систейн Ультра и толерантности к ним пациентов при синдроме сухого глаза. Результаты исследований показали, что положительный эффект лечения на первом этапе зарегистрирован на 6-7 день у 80 % пациентов, на II этапе — на 4-5 день у 95 % пациентов. После терапии высота слёзного мениска и стабильность прекорнеальной слёзной плёнки повысились. Применение Систейн Ультра при синдроме сухого глаза после ЛАСИК показало более выраженный и стабильный клинический эффект, чем препарат Систейн.[17]

- Исследование по оценке клинической эффективности препарата Систейн Ультра у пациентов с различными патогенетическими формами синдрома «сухого глаза». Результаты показали, что положительная динамика отмечается в среднем через 4-7 дней. Уменьшение или исчезновение субъективных и объективных признаков наблюдалось в большинстве случаев. При тяжёлой форме заболевания показатели оставались неизменными. Также была отмечена хорошая переносимость препарата и отсутствие значимых побочных эффектов.[18]